# Kanto (Pokémon)
Kanto (Japans:カントー地方, Kantō-chihō) is een van de Pokémonregio's binnen de fictieve Pokémonwereld. Het is de eerste regio waarin de Pokémon-anime en -spellen zich afspeelden. Net als in de meeste andere Pokémon-regios is het in de spellen het doel om Gym badges verzameld door acht Gymleiders te verslaan. Daarna kunnen de Elite Vier en de Kampioen uitgedaagd worden in de Pokémon League.
In de Pokémon-anime trok Ash Ketchum in het eerste seizoen door deze regio. De spellen Pokémon Red en Blue (Green in Japan) en Pokémon Yellow, deel van de eerste generatie spelen zich af in Kanto. Red en Green kregen later remakes in de vorm van Pokémon FireRed en LeafGreen. Deze spelen zich op de zelfde locatie af, maar nieuw is dat de speler ook de mogelijkheid heeft om de Sevii Islands te bezoeken. Daarnaast kan de speler in de spellen Pokémon Gold en Silver en Pokémon Crystal Kanto ook bezoeken, maar pas wanneer deze het verhaal in Johto voltooid heeft. Dit is ook het geval in Pokémon HeartGold en SoulSilver.
De namen van de steden en dorpen in Kanto zijn gebaseerd op kleuren, met uitzondering van Pallet Town, het eerste dorp waarin de speler terechtkomt en van waaruit Ash zijn reis begint. Deze naam komt van het woord palet. Kanto ligt ten oosten van de Johto-regio en ten zuiden van de Sinnoh-regio. Kanto is gebaseerd op de regio met dezelfde naam Kanto, in Japan.

## Eerste Partner Pokémon
Aan het begin van een Pokémonreis in de spellen kan een trainer kiezen uit drie Eerste Partner Pokémon (vaak starterpokémon genoemd) van verschillende typen. In Kanto zijn dat:
- Bulbasaur als grasstarter.
- Charmander als vuurstarter.
- Squirtle als waterstarter.

## Gyms
In Kanto zijn acht Gyms waar Pokémontrainers een Gym badge kunnen winnen:
1. Pewter City Gym van Brock met steenpokémon.
2. Cerulean Gym van Misty met waterpokémon.
3. Vermillion City Gym van Lt. Surge met elektrische Pokémon.
4. Saffron City Gym van Sabrina met psychische pokémon.
5. Celadon City Gym van Erika met graspokémon.
6. Fuchsia Gym van Koga met gifpokémon.
7. Cinnabar Island Gym van Blaine met vuurpokémon.
8. Viridian City Gym van Giovanni met grondpokémon.